# Барель
Ба́рель (англ. barrel — «бочка») — одиниця вимірювання об'єму в системі англійських мір. Скорочення: бар. Значення залежить від того, що вимірюється:
- сухий барель — 115,628 дм³;
- нафтовий барель — 158,987 дм³ (літрів);
- англійський барель (для сухих речовин) — 163,65 дм³.

Слово barrel походить з ст.-фр. baril від лат. barilla, barillus («невелика бочка», звідси також «барило»).

## Пивний барель
Для вимірювання об'єму пива та елю в Великій Британії використовувався так званий «пивний» барель:
- 1 (пивний) барель = 2/3 хогсхеда = 2 кілдеркіна = 4 феркіна.

У різні століття величина пивного бареля змінювалася, зокрема:
- в 1454 році, в залежності від того, що вимірювати — ель або пиво, змінювався і обсяг бареля. 1 барель = 32 ельєвих галонів елю (147,88 л) = 36 ельєвих галонів пива (166,36 л);
- в 1688 році: 1 барель = 34 ельєвих галонів = 157,12 л;
- в 1803 році: 1 барель = 36 ельєвих галонів = 166,36 л;
- з 1824 року: 1 барель = 36 англійських галонів = 163,66 л.

## Англійський барель
Для вимірювання об'єму сипучих речовин існував «англійський» барель:
- 1 (англійський) барель = 4,5 бушеля = 163,66 л.

## Барель в США
В США стандартний барель для рідини дорівнює 31,5 американським галонам, тобто:
- 1 американський барель = 31,5 американських галонів = 119,2 л = 1/2 хогсхеда.

Однак при вимірюванні об'єму пива (через податкові обмеження) у США використовується так званий стандартний пивний барель, який рівний 31 американському галону (117,3 л).
Також у США використовується одиниця названа «сухий барель» (dry barrel), яка рівна 105 сухим квартам (115,6 л).